# Fissidens cuynetii
Fissidens cuynetii är en bladmossart som beskrevs av Maurice Bizot 1973. Fissidens cuynetii ingår i släktet fickmossor, och familjen Fissidentaceae. Inga underarter finns listade i Catalogue of Life.